# Лухтонга (посёлок)
Лухтонга — поселок в Коношском районе Архангельской области. Входит в состав Ерцевского сельского поселения.

## География
Находится в юго-западной части Архангельской области на расстоянии приблизительно 24 км на юг-юго-запад по прямой от административного центра района поселка Коноша у одноименного остановочного пункта Северной железной дороги.

## История
Станция была открыта в 1898 году. С 2020 года остановочный пункт.

## Население
Численность населения: 21 человек (русские 100 %) в 2002 году, 9 в 2010.